# Albert Ashforth
Pour les articles homonymes, voir Ashforth.
Albert Ashforth est un écrivain et professeur d'université américain, auteur de roman policier et de roman d’espionnage.

## Biographie
Il sert dans l'armée des États-Unis en Europe et participe comme instructeur pour les officiers de l'OTAN. Il est professeur de l'Université d'État de New York.
En 1969, il publie une biographie de Thomas Henry Huxley. En 1984, il fait paraître son premier roman, Le Macchab de ma tante (Murder After the Fact). En 2012, dans le genre espionnage, il publie The Rendition.

## Œuvre

### Romans
- Murder After the Fact, 1984
  - Le Macchab de ma tante, Série noire no 2039, 1986
- The Rendition, 2012

### Biographie
- Thomas Henry Huxley, 1969